# Equalização da propriedade de terras
a Equalização da Propriedade de Terras ou apenas Equalização de Terras é uma ideia presente no Socialismo Chinês dos Três Princípios do Povo, criado e implementado por Sun Yat-sen após a Revolução Xinhai.
De acordo com a ideia, o estado deve criar e coordenar leis fundiárias, leis de uso da terra, leis de expropriação de terras, e leis tributárias sobre o valor da terra com base no povo; O proprietário avalia o preço de sua terra e reporta-o ao governo. O estado cobra impostos com base no preço, se necessário, compra a terra de acordo com o preço dado. Com o valor do terreno, uma vez que o preço é contado, pertence ao povo.
A equalização dos direitos à terra visa conciliar o sistema de propriedade privada da terra adotado pelo sistema liberal e o sistema de propriedade pública da terra adotado pelo sistema socialista, e evitar que a terra se concentre em poucas pessoas. A propriedade da terra está dividida em dois níveis.
De acordo com Sun, a origem da equalização da terra remonta a Dinastia Zhou na China, e ele disse que: "a equalização dos direitos à terra é o legado do sistema de campo de poços. A lei do campo do poço é rígida e não pode ser reutilizada, então a única maneira é apenas seguir suas ideias[...] O princípio do sistema do campo do poço é o mesmo que o propósito de equalizar os direitos à terra”  . Além de serem inspirados nos pensamentos tradicionais chineses, os livros didáticos dos Três Princípios do Povo frequentemente apontam que a proposta de direitos iguais à terra também é considerada pelos estudiosos como influenciada por outros estudiosos de todo o mundo da época. Por exemplo, o economista britânico John Stuart Mill defendeu "A Teoria do Aluguel ao Público", que acreditava que a terra tem propriedades intelectuais naturais e é propriedade de toda a humanidade e não deve ser monopolizada por ninguém em particular. Do seu valor exige cobrar-la como propriedade pública através de impostos. Outro exemplo é o sistema de " imposto único sobre a terra " defendido por Henry George, dos Estados Unidos. Ele também acreditava que a terra é um produto natural e um presente criado por Deus para toda a humanidade. Portanto, os indivíduos não têm o direito de possuí-la de forma privada. a sociedade deveria tributá-lo na forma de um imposto único. Remover o valor que os proprietários obtêm da propriedade privada da terra. 

## Origem da Teoria

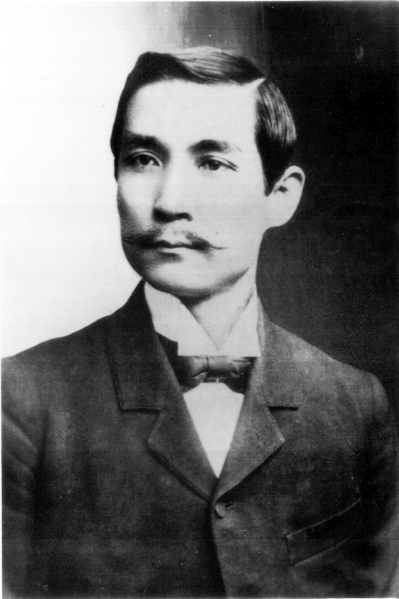
Sun Yat-sen em 1900, na época em que o Kuomintang ainda se chamava Sociedade para a Regeneração Chinesa.

Sun Yat-sen acreditava que a terra (propiedade) é o fator de produção mais básico e é também um recurso necessário para o desenvolvimento econômico de qualquer nação para a criação de riqueza social e o bem-estar da população, que tem influência sobre a felicidade das pessoas, além da segurança nacional, a ascensão e queda dos assuntos nacionais, questões sociais e literárias estão intimamente relacionadas. Sun também atribui grande importância à questão dos grandes latifundiários e do capitalismo em sí e acreditava que para uma nação resolver os problemas sociais, ela “não deve cometer os mesmos erros que a Europa e os Estados Unidos” .

## Conteúdo geral

### Implicações teóricas

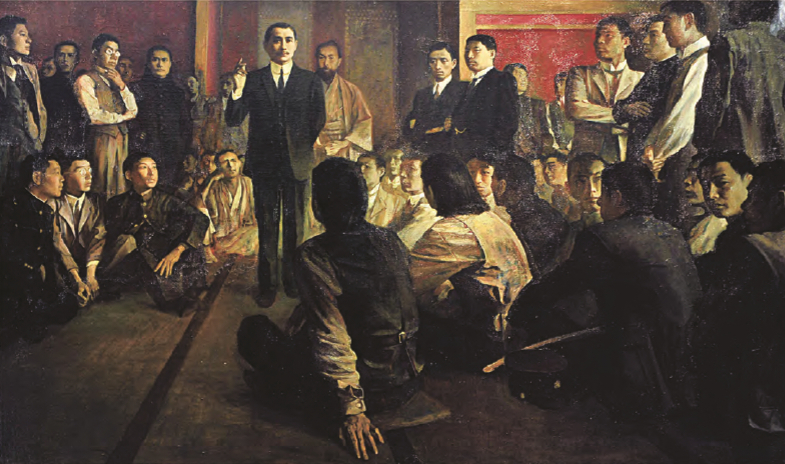
Retratação da fundação do Tongmenghui desenhado c. 1900 - 1910

De acordo com o Tongmenghui , o significado de direitos iguais à terra é: "As bênçãos da civilização devem ser desfrutadas igualmente por todos os cidadãos. Quando a organização social e econômica é melhorada, o preço da terra no mundo é determinado e o preço da terra existente ainda pertence ao proprietário original." Na sociedade pós-revolucionária o valor acrescido da melhoria e do progresso pertence ao Estado e é partilhado pelos seus cidadãos. O Estado que cria a sociedade fornece o suficiente para todos e ninguém no mundo fica sem lugar. Aqueles que se atrevem a ter o monopólio para controlar produção popular irão ser forçados a dividir com todos. Portanto, o significado de direitos iguais à terra é considerado que, no aspecto econômico, o futuro aumento do valor da terra devido ao desenvolvimento econômico é atribuído ao público para usufruto igualitário no Estado de direito, a essência da terra privada; a propriedade é alterada para permitir que o Estado obtenha o mais alto controle sobre a terra. O objetivo é evitar que o monopólio privado da terra prejudique a economia nacional e a subsistência das pessoas e garantir que o exercício da propriedade da terra não interfira nos interesses públicos.

## Aplicamento em Taiwan

### Fundamentos teóricos

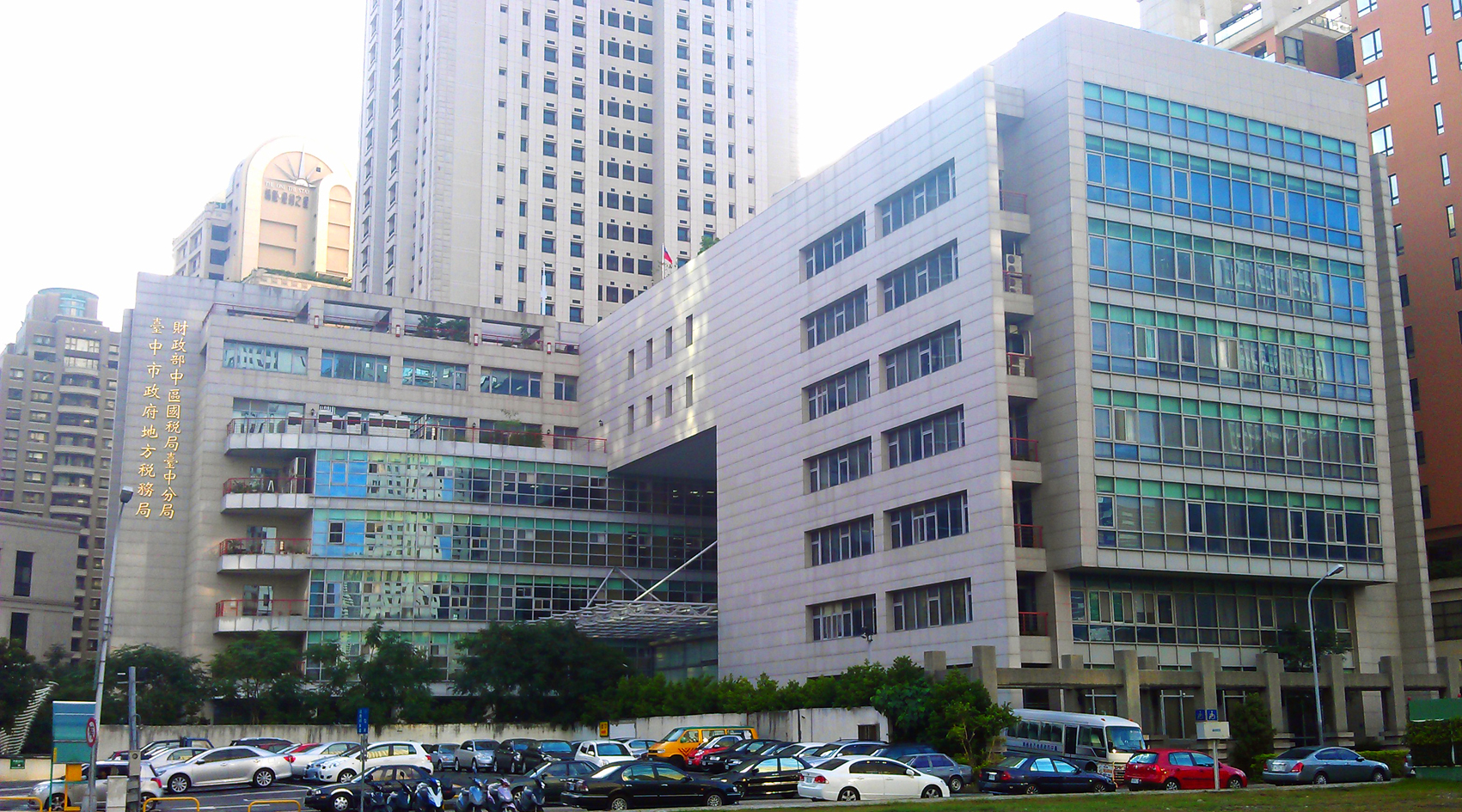
Aparecimento do Departamento de Tributação Local do Governo da Cidade de Taichung. Em Taiwan, impostos como o imposto sobre o preço da terra, o imposto sobre o valor acrescentado da terra e o imposto sobre a habitação são impostos locais e são cobrados pelas autoridades fiscais locais.

A tributação baseada no preço é um processo no qual o governo cobra imposto sobre o preço da terra aos proprietários, ano após ano, com base no preço original da terra após o preço prescrito da terra. O objectivo da tributação baseada no preço é devolver ao público a renda económica que os indivíduos não privados deveriam usufruir através da tributação. Na teoria de Sun Wen, o valor do imposto baseado no preço deve ser proporcional ao tamanho da renda econômica, e como a renda econômica é a renda pura obtida pelo proprietário da terra, no sentido político, o imposto sobre a terra é É equivalente a uma espécie de “imposto de renda”, portanto não pode ser repassado e deve ser pago diretamente pelo proprietário do terreno. Teoricamente, após a implementação da tributação baseada no preço, a fim de reduzir a carga fiscal sobre o preço da terra, os proprietários têm de investir em trabalho e capital e procurar melhorar a produtividade da terra. para “maximizar o benefício da terra”; além disso, outro objectivo principal da tributação baseada no preço é verificar e equilibrar a situação em que os proprietários podem subdeclarar os preços da terra e procurar justiça económica .

### Método de preço

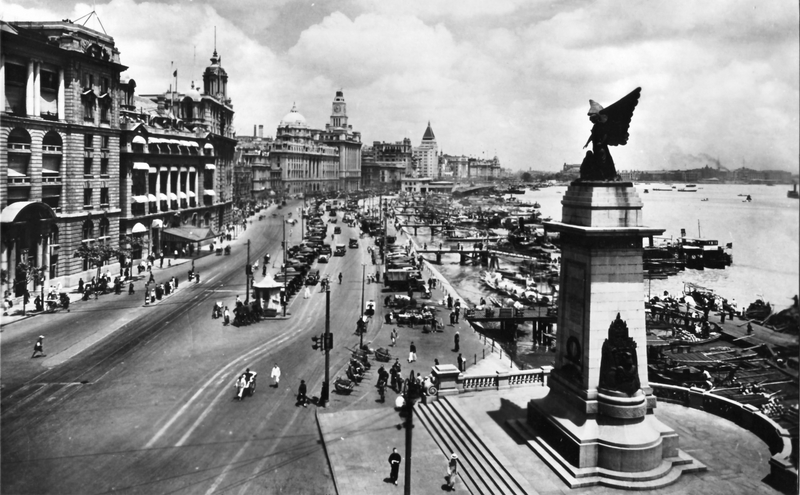
Nos primeiros anos da República da China, o Bund de Xangai era uma área próspera no Leste Asiático naquela época. Foto tirada em 1928.

Sun Yat-sen acreditava que o sistema tradicional de tributação fundiária da China só pode ser distinguido pela área e pelos níveis superior, médio e inferior da terra.
O imposto sobre o preço da terra deve ser determinado com base no nível do preço da terra. Terras caras arrecadam mais impostos e terras de baixo preço arrecadam menos impostos. é propriedade dos ricos. "Pegue mais e não use." "Tributação", no entanto, as terras de baixa renda geralmente estão localizadas em áreas rurais pobres e são, em sua maioria, propriedade de agricultores e pessoas pobres, portanto a tributação deve ser leve.
Se os preços dos terrenos forem usados para tributação, a carga tributária injusta sobre a terra na China no início do século 20 poderá ser superada. Naquela época, o imposto sobre um acre de terra na área da praia de Huangpu, em Xangai, era apenas. alguns yuans, o que era igual a qualquer terreno com a mesma área no campo. A fertilidade dos campos era a mesma, o que ele considerava obviamente injusto, mas não haveria tal problema se o valor do terreno fosse pago. Além disso, Sun Wen também mencionou que o imposto sobre o valor da terra deveria ser cobrado apenas sobre a parte "terra plana" do terreno, sem contar as melhorias artificiais posteriores e a construção do terreno, a fim de promover as pessoas a melhorar o valor da terra e fazer usos mais intensivos, caminhando para “A terra aproveita-a da melhor forma”. As gerações posteriores de estudiosos dos Três Princípios do Povo acreditam que esta ideia é bastante semelhante à ideia do imposto sobre o valor da terra do americano Henry George  .

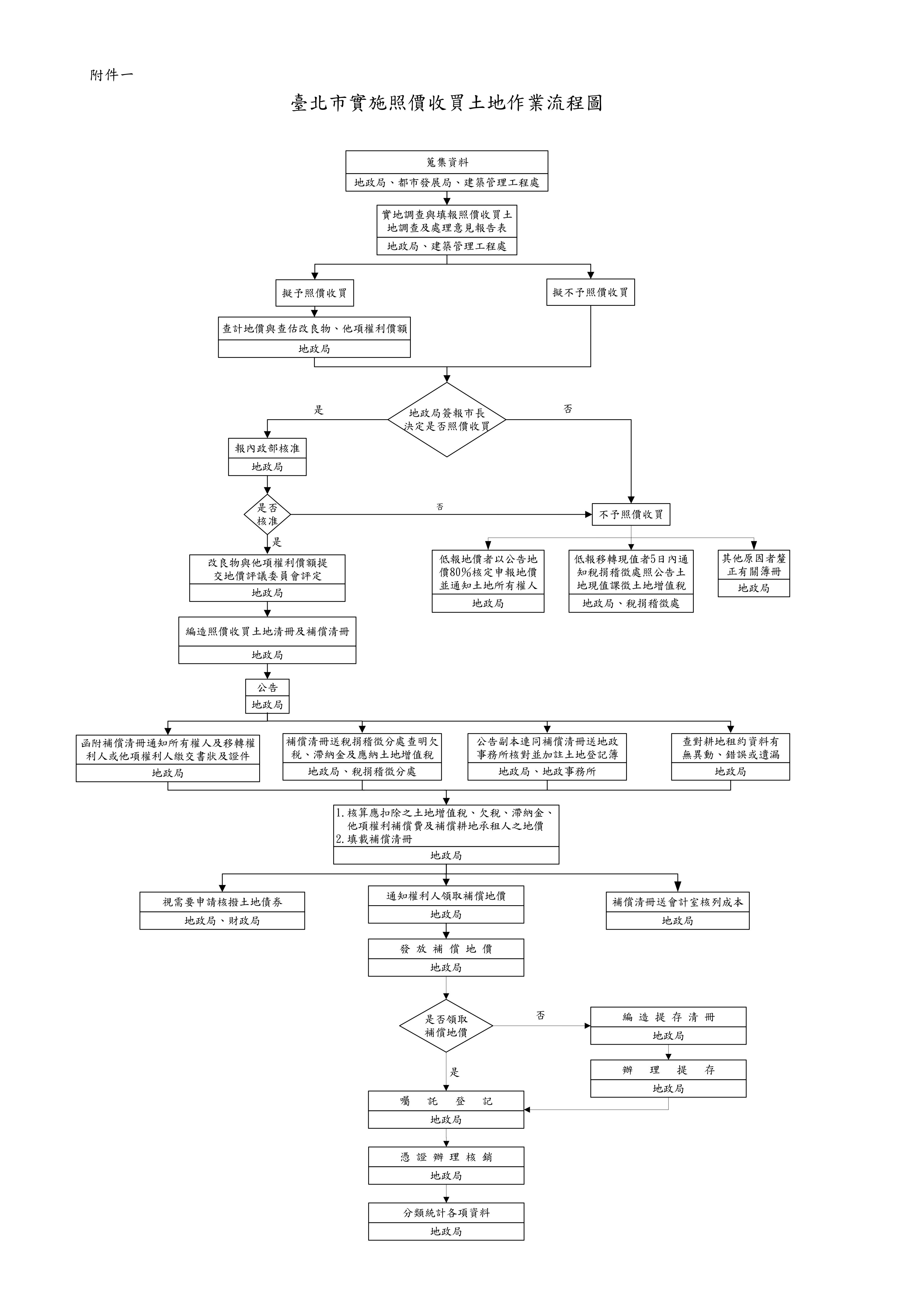
O atual processo de aquisição de terras na cidade de Taipei em 2020